# Sericoptera reymoneta
Sericoptera reymoneta là một loài bướm đêm trong họ Geometridae.